# El Mocatero (Escatrón)
El Mocatero o también llamada Fortín del cabezo Mocatero es un fortín de fusileros que se encuentra en la villa de Escatrón, en la provincia de Zaragoza, Aragón, España.

## Historia
El fortín se construyó en la segunda mitad de 1875, formando parte de una red de 45 torres ópticas que se extendía desde Zaragoza a Amposta a lo largo de la margen derecha del río Ebro, durante las hostilidades de la tercera guerra carlista. Fue construido por orden del general Manuel de Salamanca Negrete, al reorganizar la defensa del eje del Ebro contra los carlistas, y bajo la dirección técnica del capitán del cuerpo de Ingenieros Manuel Bringas Martínez. 
Todas ellas, salvo alguna excepción como el fortín de Sástago o la torre de Salamanca de Caspe, fueron muy similares. En el territorio de la comarca de la Ribera Baja del Ebro se elevaron en los siguientes puntos: Quinto (dos, la de Quinto y la torre de los Ángeles), Sástago (el fortín) y Escatrón (dos, la de Escatrón y el  fortín Mocatero).

## Descripción
Todas ellas se levantaron en lo alto de cerros desde los que tenían gran visibilidad y fácil defensa. Se trata torres de planta cuadrangular rodeadas por un pequeños fosos o trincheras que dificultarían un posible ataque enemigo. Su misión básica era la de vigilancia y comunicación mediante la realización de señales ópticas que se podrían transmitir a lo largo de esa red de fortalezas. 
Todas ellas está construida en mampostería reforzadas con sillares de piedra en las esquinas y revocadas de yeso en el interior. Consta de dos plantas y una azotea protegida por un pretil con troneras distribuidas según una estructura funcional común a toda la red de torres. La trinchera exterior tiene cierta profundidad y sus muros laterales están reforzados en algunos puntos con mampostería. 
Al exterior destacan las embocaduras de dos hileras de troneras para fusiles, situadas en los dos pisos superiores, más las troneras que se abren en el cuerpo de remate. Asimismo, la puerta, abierta en alto, en la última planta, a la que se accedía mediante una escalera provisional que salvaba toda la estructura del foso. La estructura interior era de madera y hoy en día se ha perdido. Originalmente, la planta baja estaba destinada a almacén. La primera planta tenía la función de albergar la guardia. En la azotea se disponía el aparato de telegrafía óptica para la transmisión de los mensajes.